# باري بطلميوس
باري بطلميوس (بالإنجليزية: Barry Ptolemy)‏ هو مخرج أمريكي، ولد في 24 يناير 1969 في لوس أنجلوس في الولايات المتحدة.

## وصلات خارجية
- باري بطلميوس على موقع IMDb (الإنجليزية)
- باري بطلميوس على موقع أول موفي (الإنجليزية)
- باري بطلميوس على موقع قاعدة بيانات الفيلم (الإنجليزية)